# Tomislav Jurić
Tomislav Jurić (* 8. April 1990 in Kutina) ist ein ehemaliger kroatischer Fußballspieler.

## Karriere
Jurić begann seine Karriere bei Cibalia Vinkovci, für das er im März 2008 in der 1. HNL debütierte. Nachdem Vinkovci in die 2. HNL abgestiegen war, verließ er den Verein im Sommer 2013 und schloss sich dem Mitabsteiger NK Zagreb an, mit dem er wieder in die 1. HNL aufsteigen konnte. Nach dem Aufstieg verließ er Zagreb und wechselte nach Slowenien zum NK Krka. Nach einem halben Jahr in Slowenien wechselte er im Januar 2015 nach Rumänien zum FC Brașov. Nachdem er mit Brașov in die zweite Liga abgestiegen war, wechselte er im Sommer 2015 zum österreichischen Regionalligisten SV Horn. Mit den Hornern konnte er 2015/16 Meister der Regionalliga Ost werden und somit in den Profifußball aufsteigen.
Nach dem Abstieg in die Regionalliga wechselte er zur Saison 2017/18 zum viertklassigen SV Stripfing. In Stripfing kam er insgesamt zu 20 Einsätzen in der Landesliga. Im Januar 2019 wechselte er innerhalb der Liga zum USV Scheiblingkirchen-Warth. Mit Scheiblingkirchen stieg er 2022 in die Regionalliga auf. Nach dem Aufstieg beendete der Kroate seine Karriere.